# Olcsai-Kiss Zoltán Általános Iskola
Az iskola két feladatellátási helyen működik, székhelyintézménye az Olcsai-Kiss Zoltán Általános Iskola, valamint tagintézménye az Olcsai-Kiss Zoltán Általános Iskola Somogyi Béla Tagiskola.

## A székhelyről
Az iskola egy jól működő, pozitív értékrendeket, magas szakmai színvonalat közvetítő iskola. Gyermeklétszáma az utóbbi években folyamatosan növekedett. Jelenleg 363 tanulója van az intézménynek. A diákokat 17 osztályban és 13 napközis csoportban oktatják.
A tantestület létszáma 42 fő.
Az iskola három szintjén 17 tanterem, 5 szaktanterem, tornaterem, tornaszoba található. Hét tanteremben, és a természettudományi előadóban digitális táblánál tanulhatnak a diákok, valamint további négy szaktanteremben (informatika terem, nyelvi labor, technika terem, művészeti szaktanterem), projektor segítségével kivetítési lehetőség áll rendelkezésre az oktatók számára.

## Szaktantermek
- Számítástechnikai-informatikai terem

30 férőhely és 30 db korszerű számítógép áll rendelkezésre a diákok számára. A tanulókat ECDL vizsgára is felkészítik. 
- Nyelvi labor

Az iskola nagy hangsúlyt fektet a nyelvoktatásra. Angol és német nyelvet választhatnak a tanulók első osztálytól, és lényegesen magasabb óraszámban tanulják egészen 5. osztályig. Ezután  pedig a szülő választhat két képzés között. Lehetőség van tovább tanulni az idegennyelvi képzésben, ami heti 5 nyelvórát jelent, vagy a képességfejlesztő képzésben, ahol heti három órában tanulják a gyerekek az idegennyelvet, ez esetben a hangsúly a matematika, informatika és az anyanyelvi kompetenciákra helyeződik.
- Technika szaktanterem

23 férőhely mellett 8 munkaasztalon barkácsolhatnak a tanulók.
- Művészeti szaktanterem

A felső tagozatosok rajz és ének óráinak helyszíne a terem.
- Fejlesztő szaktanterem

Számos tanulást segítő eszköz található a teremben, melyeket az oktatók segítségével használhatnak a tanulók.
- Természettudományi szaktanterem

A  fizika, kémia, biológia órák oktatásának helyszíne.
- Tornaterem, tornaszoba

A heti 5 testnevelés óra helyszínei, valamint délutánonkénti sportfoglalkoztatások helyszíne, mint például:  tömegsport, atlétika, labdarúgás, kosárlabda.

## Szakkörök
Különböző szakkörök működnek az iskolában, melyek segítenek a diákoknak megtalálni azokat a területeket, amiben tehetségesek.
- Rajz
- Asztalitenisz
- Labdarúgás
- Tánc: néptánc, zumba
- Énekkar
- Informatika
- Idegennyelvi szakkörök (francia, orosz)

## Szülői szervezet
- Szülői munkaközösség

Minden osztályból 2-3 szülő a tagja, akik segítik az oktatók munkáját.

## Olcsai Iskola Gyermekeiért Alapítvány
Az alapítvány célja az iskolába járó tanulók harmonikus személyiségfejlődésének hatékony támogatása, a tehetség kibontakoztatásának elősegítése, az egészséges életmódra nevelés, a szabadidő kulturált, hasznos eltöltési lehetőségeinek szélesítése.
Az Alapítvány kiemelt feladatai:
- tanulmányi és sportversenyek
- külső vizsgák (nyelvvizsgák, ECDL vizsgák)
- tanulmányi kirándulások, nyelvi táborok, erdei iskolák
- színház-, mozi- és múzeumlátogatáson való részvétel
- sport- és szabadidős tevékenységek
- iskolai témahetek, témanapok, iskolai vetélkedők
- iskolai kulturális rendezvények

## Továbbtanulás
Az iskola minden tanulót felkészít arra, hogy továbbtanulhassanak gimnáziumokban, szakgimnáziumokban. Az oktatók, osztályfőnökök folyamatos tájékoztatást adnak a tanulóknak a nyílt napokról, illetve egyéb lehetőségekről.